# リチャード・ラシッド

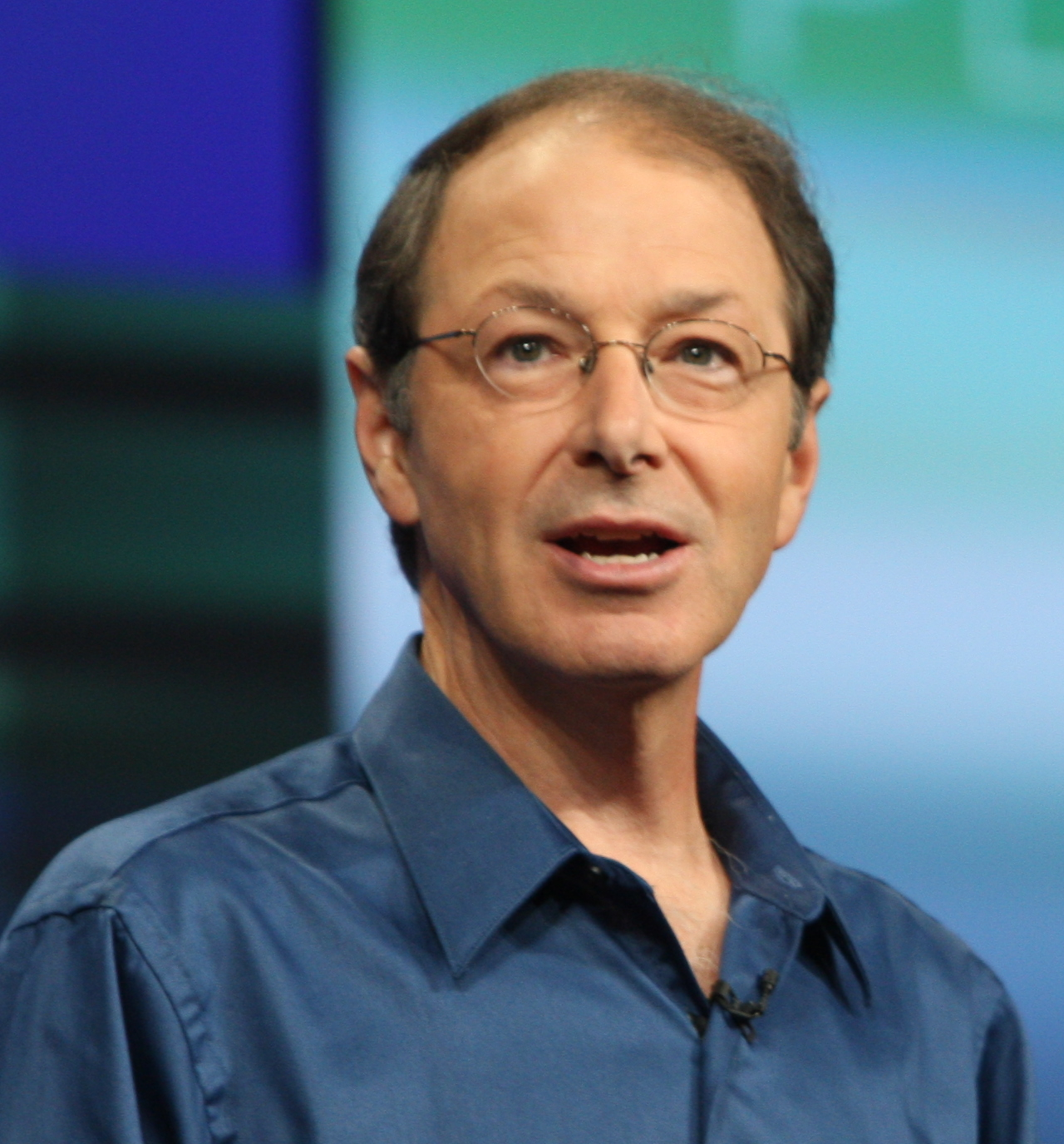
リチャード・ラシッド

リチャード・ラシッド (Richard Rashid, 1951年 - ) は、アメリカ合衆国の計算機科学者。2013年まで、マイクロソフトの上級副社長であり、同社の研究統括責任者（chief research officer）であった。
1979年9月からカーネギーメロン大学において計算機科学の教員として勤務し、分散コンピューティングを基とするネットワークオペレーティングシステムや人工知能、プログラミング言語など、多数の論文と記事を発表した。その中でも、Machカーネルの成果は高く評価されている。
1991年9月には、マイクロソフトに対して、同社の研究所の設立と、その独立性を約束させ転職した。
1994年に役員に昇進し、2000年には副社長となる。
マイクロソフトに於いても、データ圧縮技術やオペレーティングシステム（特にWindows CE）、文書要約技術など、多くの実績を残している。

## 参照
1. ↑  Rick Rashid - Researcher Emeritus